# کلود بارثلمی
 کلود بارثلمی (انگلیسی: Claude Barthélemy؛ زادهٔ ۹ مهٔ ۱۹۴۵) یک بازیکن فوتبال اهل هائیتی است.
وی همچنین در تیم ملی فوتبال هائیتی بازی کرده است.